# Prêmio Bogoliubov
O Prêmio Bogoliubov (em russo:  Премия имени Н. Н. Боголюбова) é uma condecoração internacional concedida pelo Instituto Unificado de Pesquisas Nucleares a pesquisadores que contribuiram significativamente para a física teórica e matemática aplicada. É concedido em homenagem ao físico teórico e matemático Nikolai Bogoliubov.

## Laureados
- 1996 Anatoly Logunov (Rússia) — por sua contribuição à teoria quântica de campos
- 1996 Chen Ning Yang (Estados Unidos) — por sua contribuição à física de partículas
- 1999 Viktor Bar'yahtar (Ucrânia) e Ilya Prigogine (Bélgica) — por suas conquistas em física teórica
- 2001—2002 Al'bert Tavchelidze (Geórgia e Rússia) e Yoichiro Nambu (Estados Unidos) — por suas contribuições à teoria da carga de cor dos quarks
- 2006 Vladimir Kadyshevsky  (Instituto Unificado de Pesquisas Nucleares e Universidade Estatal de Moscou, Rússia)
- 2014 Valery Rubakov e Marc Henneaux
- 2019 Dmitry Igorevich Kazakov e Đàm Thanh Sơn